# Acradenia
Genre
Classification phylogénétique
Acradenia est un genre d'angiospermes de la famille des Rutaceae originaire d'Australie. 
Ce sont de grands arbustes ou petits arbres aux feuilles opposées, palmées avec des marges crénelées. 

## Liste d'espèces
Il en existe quatre espèces : 
- Acradenia bosistoi
- Acradenia euodiiformis
- Acradenia frankliniae
- Acradenia zierioides